# 鄒市明
鄒 市明（すう しめい、ゾウ・シミン、中国語: 邹市明、英語: Zou Shiming、1981年5月18日 - ）は、中華人民共和国のプロボクサー。北京オリンピックライトフライ級金メダリスト。ロンドンオリンピックライトフライ級金メダリスト。元WBO世界フライ級王者。貴州省遵義市出身。

## 来歴

### アマチュア時代
2003年、タイのバンコクで開催された2003年世界ボクシング選手権大会にライトフライ級（48kg）で出場1回戦でヤン・バルテルミを下すが決勝で敗れ銀メダルを獲得した
。
2004年、ギリシャのアテネで開催されたアテネオリンピックにライトフライ級（48kg）で出場するが準決勝でヤン・バルテルミに敗れ銅メダルを獲得
。
2005年、中華人民共和国の綿陽市で開催された2005年世界ボクシング選手権大会にライトフライ級（48kg）で出場し準々決勝でヤン・バルテルミを破り金メダルを獲得
。翌2006年のアジア大会でも金メダル獲得。
2007年、キングスカップに出場するが準決勝でアムナット・ルエンロンに敗北。アメリカのシカゴで開催された2007年世界ボクシング選手権大会にライトフライ級（48kg）で出場し2連覇を達成した。
2008年、中華人民共和国の北京で開催された北京オリンピックにライトフライ級（48kg）で出場し金メダルを獲得。
2009年にプロ転向の意向を示していることが報道された。
2011年、アゼルバイジャン共和国のバクーで開催された2011年世界ボクシング選手権大会にライトフライ級（48kg）で出場し金メダルを獲得。
2012年、イギリスのロンドンで開催されたロンドンオリンピックにライトフライ級（48kg）で出場し金メダルを獲得。
2013年1月、ボブ・アラムのトップランク社と契約し、プロ転向を表明。

### プロ時代
2013年4月6日、プロデビュー戦でマカオのベネチアン・リゾート・ホテル内コタイ・アリーナで行われたフィスト・オブ・ゴールドと銘打った興行のメインイベンターとして登場。エレアサル・バレンスエラ（メキシコ）を相手にライトフライ級4回戦を行い、ジャッジ3者ともにフルマーク（40-36）を付け4回判定勝利。なおこの試合で得たファイトマネーはデビュー戦としては破格の30万ドル（約3600万円）と報道された。
2013年7月26日、ザ・ベネチアン・マカオ内コタイ・アリーナでフィスト・オブ・ゴールド2と銘打った興行でメインイベンターとして登場。フライ級契約6回戦でヘスス・オルテガ（メキシコ）とデビュー2戦目を行い、3者ともに59-56を付ける判定勝ちを収めた。
2013年11月23日、ザ・ベネチアン・マカオ内コタイ・アリーナにてマニー・パッキャオVSブランドン・リオスをメインイベントにしたクラッシュ・イン・コタイと銘打った興行の前座でホアン・トスカーノとフライ級契約6回戦を行い、3-0（60-52、2者が60-54）の判定勝ちを収めた。
2014年2月22日、ザ・ベネチアン・マカオ内コタイ・アリーナにてリング・オブ・ゴールドと銘打たれた興行で、初の8回戦を行いヨクトーン・ゴーキャットジムと対戦。7回に左フックでダウンを奪うが、直後にヨークトンの右ストレートが当たり痛烈なダウンを奪われるもスリップの判定に救われ、その後は立て直して右フックで倒し最後は左フックでヨークトンは失神。スリーノックダウンルール適用でプロ初のKO勝利となる7回2分9秒TKO勝ちを収めた。なおこの興行の前座には村田諒太とエゴー・メコンチェフが出場し金メダリスト3人の共演となった。
2014年7月19日、ザ・ベネチアン・マカオ内コタイ・アリーナでルイス・デ・ラ・ロサとWBOインターナショナルフライ級王座決定戦を行い、10回3-0（97-93、99-91×2）の判定勝ちを収め王座獲得に成功した。
2014年11月22日、ザ・ベネチアン・マカオ内コタイ・アリーナにてマニー・パッキャオVSクリス・アルギエリの前座でWBO世界フライ級3位でWBOオリエンタルフライ級王者クワンピチット・13・リエン・エクスプレスと初の12回戦でWBO世界フライ級王者のファン・フランシスコ・エストラーダへの挑戦権をかけて対戦し、12回3-0（2者が119-106、120-103）の判定勝ちを収めWBOインターナショナル王座の初防衛に成功した。
2015年3月7日、コタイ・アリーナでIBF世界フライ級王者のアムナット・ルエンロンと対戦し、プロ初黒星となる12回0-3（3者とも111-116）の判定負けを喫し王座獲得に失敗した。
2016年1月30日、肩の負傷が癒え復帰。上海の上海オリエタルスポーツセンターでナタン・サンタナ・カウティンホとWBOインターナショナルフライ級王座決定戦を行い、8回2分17秒TKO勝ちを収めWBOインターナショナル王座返り咲きに成功した。
2016年6月11日、ニューヨークのフールー・シアターで念願のアメリカデビュー戦。ローマン・マルチネスvsワシル・ロマチェンコの前座でジョセフ・アジャタイと対戦し、10回3-0（3者共に100-89）の判定勝ちを収めWBOインターナショナル王座の初防衛に成功した。
2016年11月5日、トーマス&マック・センターでマニー・パッキャオVSジェシー・バルガスの前座でファン・フランシスコ・エストラーダの返上に伴いWBO世界フライ級3位のクワンピチット・13・リエン・エクスプレスとWBO世界フライ級王座決定戦を行い、12回3-0（2者が120-107、119-108）の判定勝ちを収め2年ぶりの再戦を制し、王座獲得に成功した。
2017年7月1日、トップランク社から独立して鄒自身のプロモーションを立ち上げ、プロデビュー以来タッグを組んできたトレーナーのフレディ・ローチとも別れることが明らかになった。
2017年7月28日、上海の上海オリエタルスポーツセンターでWBOアジア太平洋フライ級王者でWBO世界フライ級6位の木村翔と対戦し、11回2分28秒TKO負けを喫し初防衛に失敗、王座から陥落した。
2017年11月21日、鄒陣営はWBOに対し木村との再戦を要請したが、WBOは鄒陣営からの再戦要請を拒否した。
2017年12月、左目の視野の大部分が突然失われ、入院して治療を受けた。

## 戦績
- プロボクシング：11戦 9勝 (2KO) 2敗

| 戦           | 日付           | 勝敗 | 時間     | 内容    | 対戦相手                                 | 国籍       | 備考                                    |
| ------------ | -------------- | ---- | -------- | ------- | ---------------------------------------- | ---------- | --------------------------------------- |
| 1            | 2013年4月6日   | ☆    | 4R       | 判定3-0 | エレアサル・バレンスエラ                 | メキシコ   | プロデビュー戦                          |
| 2            | 2013年7月26日  | ☆    | 6R       | 判定3-0 | ヘスス・オルテガ                         | メキシコ   |                                         |
| 3            | 2013年11月23日 | ☆    | 6R       | 判定3-0 | ホアン・トスカーノ                       | メキシコ   |                                         |
| 4            | 2014年2月22日  | ☆    | 7R 2:09  | TKO     | ヨクトーン・ゴーキャットジム             | タイ       |                                         |
| 5            | 2014年7月19日  | ☆    | 10R      | 判定3-0 | ルイス・デ・ラ・ロサ                     | コロンビア | WBOインターナショナルフライ級王座決定戦 |
| 6            | 2014年11月22日 | ☆    | 12R      | 判定3-0 | クワンピチット・13・リエン・エクスプレス | タイ       | WBOインターナショナル王座防衛1          |
| 7            | 2015年3月7日   | ★    | 12R      | 判定0-3 | アムナット・ルエンロン                   | タイ       | IBF世界フライ級タイトルマッチ           |
| 8            | 2016年1月30日  | ☆    | 8R 2:17  | TKO     | ナタン・サンタナ・カウティンホ           | ブラジル   | WBOインターナショナルフライ級王座決定戦 |
| 9            | 2016年6月11日  | ☆    | 10R      | 判定3-0 | ジョセフ・アジャタイ                     | ハンガリー | WBOインターナショナル王座防衛1          |
| 10           | 2016年11月5日  | ☆    | 12R      | 判定3-0 | クワンピチット・13・リエン・エクスプレス | タイ       | WBO世界フライ級王座決定戦               |
| 11           | 2017年7月28日  | ★    | 11R 2:28 | TKO     | 木村翔 (青木)                            | 日本       | WBO王座陥落                             |
| テンプレート |                |      |          |         |                                          |            |                                         |

## 獲得タイトル
アマチュア
- アテネオリンピックライトフライ級銅メダル
- 北京オリンピックライトフライ級金メダル
- ロンドンオリンピックライトフライ級金メダル

プロ
- WBOインターナショナルフライ級王座（1期目：防衛1＝返上、２期目：防衛1＝返上）
- WBO世界フライ級王座（防衛0）